# Woestijnraaf
De woestijnraaf (Corvus cryptoleucus) behoort tot de familie van de kraaiachtigen.

## Verspreiding en leefgebied
Deze soort komt voor van de zuidwestelijke Verenigde Staten tot noordelijk Mexico.